# قطعنامه ۲۸۳ شورای امنیت
قطعنامه ۲۸۳ شورای امنیت سازمان ملل متحد که در تاریخ ۲۹ جولای ۱۹۷۰ تصویب شد، سندی بین‌المللی دربارهٔ وضعیت نامبیا است. این قطعنامه طی نشست ۱٬۵۵۰ام
با ۱۳ موافق،۰ مخالف و۲ ممتنع تصویب شد.